# 有賀鉄太郎
有賀 鉄太郎（ありが てつたろう、1899年4月1日 - 1977年5月25日）は、日本のプロテスタント神学者、教会史・教理史学者。

## 経歴

### 出生から太平洋戦争終結まで
1899年、大阪府で生まれ、東京で育った。東京府立一中で学び、在学中の1917年に日本基督同胞教会原宿教会で受洗。一中を卒業後は同志社大学神学部に入学。卒業論文はシュライアマハーの宗教本質論に関するものであった。卒業後、1922年から1925年までニューヨークのユニオン神学校に留学し、修士号を取得。修士論文のテーマはトレルチの宗教本質論であった。
1925年に帰国し、翌1926年に同志社大学文学部神学科の講師に就任。1930年、文学部神学科教授に昇格。1931年より中国燕京大学客員教授。1935年に再び渡米してユニオン神学校で学び、神学博士の学位を取得して翌年帰国した。1943年より同志社大学文学部神学科主任となった。戦時下においては、キリスト教が敵国の宗教とみなされる中、神学科を維持することに力を尽くした。

### 戦後
戦時下ではアメリカ社会とのつながりのある知識人として監視下におかれた有賀であったが、戦後は状況が大きく変わった。1935年にユニオン大学に再留学した際の研究テーマであった古代ギリシャの教父オリゲネスに関する研究をまとめ、1946年に京都帝国大学に学位論文『オリゲネス研究』を提出して文学博士号を取得。1947年に同志社大学に神学部が設立されると、初代学部長となった。1948年、京都大学文学部キリスト教学研究室教授となり、文学部長を務めた。1963年、京都大学を定年退官。その後は神戸女学院院長として教鞭をとった。また、日本キリスト教学会理事長も務めた。
佐藤秀夫、鈴木英一によれば、有賀は「教育勅語」に代わる新教育勅語案として起草された「京都勅語案」(The Proposed 〝Kyoto〟 Rescript)の起草者であるとされる。

## 研究内容・業績
- その著作は、『有賀鉄太郎著作集』全5巻にまとめられている。

### ハヤトロギア
有賀は、ギリシャ的な世界認識（思考法）のオントロギアと異なる世界認識がヘブライズムに存在すると提唱し、それを「ハヤトロギア」と名付けた。「ハヤトロギア」とは、神をギリシャ的なオントロギアのように「存在」として捉えるのではなく、「はたらき」としてとらえるヘブライ的思考法である。近年、京都大学基督教学会の『基督教学研究』において、2号連続でハヤトロギア特集が組まれるなど一部で関心が高まっている。また、キリスト教神学者の宮本久雄はこの有賀鉄太郎のハヤトロギアの議論をさらに発展させて独自の「エヒイェロギア」という概念を提唱している。

## 家族・親族
- 長女：有賀のゆりはチェンバロ奏者。同志社女子大学名誉教授。
- 次女：木田みな子はオルガニスト。
- 長男：有賀誠一はプラズマ物理学者。カナダ合同教会引退牧師、フルート奏者でもある[14]。

## 著作

### 著書
- 『ヘブル書』（現代新約聖書註解全書刊行会） 1935年
- 『学生自動車隊のイタリア一周』（第一書房） 1941年
- 『神学的解釈学としてのオリゲネス研究』（長崎書店） 1943年
- 『象徴的神学』（全国書房） 1946年
- 『歩みは光のうちに』（日本基督教団出版部） 1958年
- 『キリスト教思想における存在論の問題』（創文社） 1969年
- 「有賀鉄太郎著作集」全5巻（有賀鉄太郎博士遺著作集刊行会、創文社） 1981年
  1. 『オリゲネス研究』
  2. 『ヘブル書註解』
  3. 『象徴的神学』
  4. 『キリスト教思想における存在論の問題』
  5. 『信仰・歴史・実践』

### 共著編
- 『概説基督教思想史』（魚木忠一共著、日独書院、基督教教程叢書） 1934年
- 『原子力時代に於ける基督教 新島講座記念論文集』（聖光社） 1948年

## 翻訳
- 『近代基督教思想史』（アーサー・クシュマン・マッギファート、栗原基共訳、新生堂、基督教思想叢書） 1930年
- 『民主主義の根柢としての基督教』（ジョン・ジェー・シーフェリン[15]、全國書房、基督教文化パンフレット）1946年3月
- 『バルトとニーバーの論争 信仰と人間の無秩序』（阿部正雄共訳編、弘文堂、アテネ文庫） 1951年
- 『人間性の限界』（ブルンナー、中村正雄共訳、弘文堂、アテネ新書） 1952年